# Blue Bird (bande dessinée)
Blue Bird est une série de bande dessinée créée en 1977 par Malik et Jean-Marie Brouyère dans le no 2048 du journal Spirou.

## Univers

### Personnages
- Blue
- Twiggy

## Publication

### Albums
- Tome 1 : Un duel dans une guitare
- Tome 2 : Twiggy dans la souricière